# گچگران
گچگران روستایی است که در بخش مرکزی شهرستان ممسنی